# Stiromoides maculiceps
Stiromoides maculiceps är en insektsart som först beskrevs av Géza Horváth 1903.  Stiromoides maculiceps ingår i släktet Stiromoides och familjen sporrstritar. Enligt den finländska rödlistan är arten starkt hotad i Finland. Arten har ej påträffats i Sverige. Artens livsmiljö är åsmoskogar. Inga underarter finns listade i Catalogue of Life.